# 巴尼薩爾
巴尼薩爾（西班牙語：Barnizal），是巴拿馬的城鎮，位於該國中西部，由貝拉瓜斯省的卡洛弗雷區負責管轄，面積26.2平方公里，海拔高度252米，2010年人口435，人口密度每平方公里16.6人。